# Икшанский проволочно-гвоздильный завод
Икшанский проволочно-гвоздильный завод — предприятие, основанное в 1907 году саксонским подданным Юлиусом Вильямом Пеге в посёлке Икша Деденевской волости Дмитровского уезда Московской губернии.

## История
В 1907 году саксонский подданный Юлиус Вильям Пеге основал завод возле железнодорожной станции Икша в 42 верстах от Москвы, в 19 верстах от города Дмитрова в Деденевской волости Дмитровского уезда Московской губернии. Раньше на этом месте была мельница, которая принадлежала Борисоглебскому монастырю. В 1907 году работа мельницы была приостановлена из-за конкуренции с другой мельницей, которую арендовал мельник Иван Андреевич Кубышкин. Кубышкин был верующим человеком, но не исполнял церковных обрядов, чем вызывал недовольство церковнослужителей и полиции. Механик завода Пеге, заручившись поддержкой Кубышкина, основал Икшанский проволочно-гвоздильный завод. Также ему в этом способствовали фирмы Гильманса и Эриксона.
Производство было начато с пяти тянульно-проволочных барабанов и 4 гвоздильных машин. Для этого была поставлена водная турбина, управляемая 3-мя рабочими. В 1909 году конструкцию дополнили водяным колесом на реке Икша при расширении завода. 
В 1910 году на реке был установлен нефтяной двигатель на 25 лошадиных сил системы Рустон Проктор. В том же году началось активное строительство зданий. Была построена казарма для рабочих 26*15 аршин, через год — каменный корпус для гвоздильного отдела, в 1912 году установили паровой локомобиль системы Вольфа на 105 лошадиных сил. Ещё через год построили тянульный каменный корпус. Гвоздильный цех был самым обширным цехом главного корпуса. В нём было паровое отопление. В остальных помещениях использовались голландские печи и утермарки. В семейной казарме было установление водяное отопление низкого давления. В Главном корпусе фабрики была искусственная вытяжная вентиляция, в остальных помещениях — естественная вентиляция. У фабрики был собственный водопровод, воду брали из пруда при реке Икше. Для отвода сточных вод использовалась канализация.

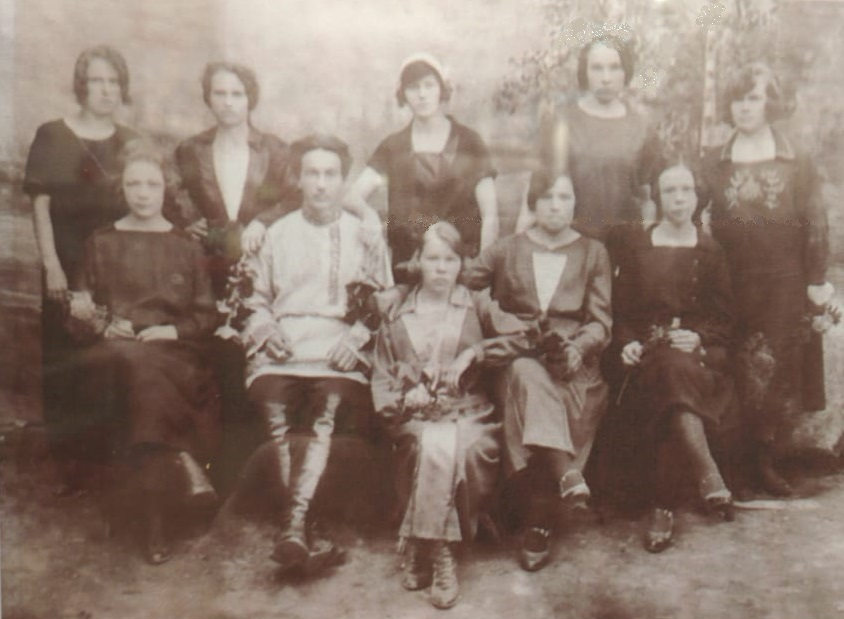
Группа работниц, приехавших из Брянской губернии на Икшанский завод

Пожарная дружина была ответственна за пожарную охрану на фабрике. Её численность составляла 20 человек. В месяц на производстве изготавливается 4500 пудов гвоздей и 4800 пудов проволоки.
В 1915—1923 году число рабочих дней в году колебалось в районе 270—287 в год. С июля 1915 года по декабрь 1917 года производилась проволока для Военно-инженерного ведомства. По состоянию на 1924 год, 3/4 выработки продукции сбывалось в Центральное Торговое Акционерное Общество, а 1/4 в кооперативы Московской губернии.
На заводе в то время работало 34 подсобных рабочих. Половину рабочих фабрики составляли местные жители из соседних деревень. Ещё примерно половина рабочих — крестьяне из Рязанской, Владимирской, Тверской и Брянской губерний. Работали там также и бывшие рабочие Московского завода Гужона. Со временем производство расширилось. Появилось электрическое освещение. В 1913 году суточная продолжительность работ составляла 10 часов, с 1917 года это число сократилось и длительность рабочего дня составляла уже 8 часов.
К 1914 году на заводе работало свыше 100 человек. Во время Первой мировой войны завод был отнесен к военному ведомству, он находился в управлении Штаба Инженерных войск Московского военного округа. На заводе производилась проволока и снаряды для фронта.
С начала 1917 года при заводе появилась кооперативная лавка, которая обсуживала рабочий параллельно с артелью «Пчела». Артель обеспечивала рабочих картофелем и другими овощами. К концу 1923 года трудовая артель «Пчела» распалась. Поэтому для её бывших членов были выделены земли между селом Игнатово и Ростиславские выселки, образовав деревню Пчёлка.

### После революции
В 1918 году при заводе открылся рабочий клуб, в состав которого входил 51 участник. В клубе были драматический, хоровой и музыкальный кружки, кружок для детей. Раз в месяц в клубе ставились пьесы. Была библиотека на полторы тысячи книг и читальня. При заводе была аптека, и работал постоянный фельдшер. В 1918 году на заводе было 12 ломовых лошадей.
В 1923 году общее число рабочих завода составляло 76 человек. Самые низкие зарплаты были у учеников и сторожей — они получали 17 рублей ежемесячно. 96 рублей — такой была максимальная зарплата на заводе.
Чистая прибыль завода с 1 июля по 1 октября 1923 года составила 31 тысячу рублей золотом. По состоянию на 1923 год у завода не было никакой задолженности, хотя в 1918 году сумма задолженности составляла 514 267 рублей.
Электрическое освещение было на заводе во всех мастерских. С 1923 года отопление в травильное отделение подавалось от локомобиля Вольфа, до этого здание обслуживалось водотрубным паровым котлом русской системы Шухова.
Электромотор постоянного тока мощностью 5 лошадиных сил обслуживал столярное отделение, тянульно-проволочное отделение обслуживал стационарный двухцилиндровый локомобиль «Тандем» германской системы Р. Вольфа.

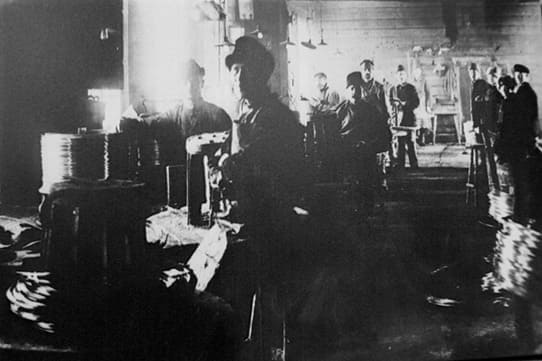
Икшанский завод в 1920-е

В 1921 году на заводе был пожар, из-за которого пострадала некоторая техника. На заводе использовался мостовой кран с грузоподъемностью до 2,5 тонн с электрическим двигателем, два кузнечных горна, одна калильная печь. В ремонтных помещениях работали сверлильные станки, самоточки, продольно-строгальный станок, круглая пила для дерева. В проволочно-тянульном отделении применялись тянульные барабаны. Были обжигательные печи для проволоки, котлы для проволоки, квасильные чаны для химической обработки проволоки. В гвоздильном отделении использовались машины для толевых гвоздей, формовочные машины, гвоздильные прессы. Были машины для толевых гвоздей и 45 шпилечных машин.
После Октябрьской революции бывший хозяин завода сбежал. На заводе был организован рабочий контроль. С 1918 по 1920 год завод был в ведении Главгвоздя, с 1920 по 1922 год был в ведении Мосмета, в 1922—1923 год в ведении Проволочно-Гвоздильного Треста. В 1923 году завод могли закрыть, но так как он был доходным, его перевели на хозрасчет на правах треста.
До 1917 года 18 000 рублей тратилось ежегодно на жалование директора и его заместителя. Остальные 6 человек служащих получали вместе до 16000 рублей в год. В 1923 году управляющий заводом, его заместитель, механик, мастер, помощник-кладовщик и 5 конторщиков получали все вместе 9925 рублей в год. На заводе был организован лесопильный цех, мукомольная мельница, крупорушка. К заводу подвели железнодорожную ветку, которая соединила завод со станцией Икша.
В 1932 году завод, из-за строительства канала имени Москвы, был перевезен в Москву и включен в состав одного из столичных заводов, который занимался производством сапожной шпильки. Часть рабочих завода также переехала в Москву и поселилась там.